# Kościół św. Ducha w Brzezinach
Kościół świętego Ducha – rzymskokatolicki kościół filialny należący do parafii Podwyższenia Świętego Krzyża. Obecnie należy do Bernardynek.
Budowla została wzniesiona w latach 1737 - 1750 i ufundowana przez Józefa Lasockiego. Kościół był odnawiany m.in. w 1861 roku. Podczas II wojny światowej świątynia została sprofanowana przez hitlerowców - w czasie okupacji Niemcy przeznaczyli ją na garaż i bazę straży pożarnej. Od 1949 roku kościołem opiekują się Bernardynki, początkowo z klasztoru w Łodzi, a od 1952 roku z klasztoru w Chęcinach.
Jest to świątynia w stylu barokowym, jednonawowa, posiadająca prostokątne prezbiterium zwrócone w stronę zachodnią. Nawa kościoła o trzech przęsłach nakryta jest sklepieniem kolebkowym opartym na gurtach, w przęśle środkowym - posiadającym lunety. We wschodnim przęśle nawy jest umieszczony chór zakonny, podparty szeroką arkadą. Kościół posiada barokowe wyposażenie wnętrza, którego elementem jest m.in. znajdujący się w ołtarzu cenny obraz z XVII wieku, na którym przedstawiona jest Matka Boska. Fasadę budowli dzielą 4 pilastry. Fasada jest zwieńczona trójkątnym szczytem z datą 1750.